# Higini Clotas i Cierco
Higini Clotas i Cierco (Barcelona, 27 de maig de 1947) és un polític català. Ha cursat estudis d'arquitectura tècnica a l'Escola Tècnica Superior d'Arquitectura de Barcelona (ETSAB). Nogensmenys, ha treballat al sector editorial com a director literari a l'editorial Dopesa de 1978 a 1980. Simultàniament es va afiliar a la Unió General de Treballadors i participà en la fundació del Partit dels Socialistes de Catalunya (PSC-PSOE).

## Càrrecs institucionals
Ha estat elegit diputat pel PSC-PSOE al Parlament de Catalunya per la circumscripció de Barcelona a les eleccions de 1980, 1984, 1988, 1992, 1995, 1999, 2003, 2006 i 2010.
Ha estat portaveu del Grup Parlamentari Socialista al Parlament de Catalunya del 1984 al 1999. El 1999 fou escollit vicepresident primer de la Mesa del Parlament de Catalunya, càrrec que encara ostentà fins al 2010. A la IX legislatura del Parlament de Catalunya, fou elegit, l'any 2010, vicepresident segon del Parlament.
El 21 d'octubre de 2004 viatjà a Brussel·les amb Ernest Benach per a entrevistar-se amb el president del Parlament Europeu, Josep Borrell per tal d'oferir el seu suport a Europa perquè els eurodiputats que ho desitgin puguin expressar-s'hi en català. També ha participat activament en el procés d'elaboració de l'Estatut d'Autonomia de Catalunya de 2006, i ha format part de la Comissió Mixta que defensà el text davant el Congrés dels Diputats i el Senat d'Espanya.
El 10 d'abril de 2008, com a vicepresident primer del Parlament, va presidir la recepció d'una delegació de la comunitat roma en la celebració del Dia Internacional del Poble Romaní, on destacà que cal un compromís ferm amb els trets identitaris dels roma.

## Càrrecs a l'interior del PSC
Dins del PSC ha ocupat els següents càrrecs:
- 1978-1980 Secretari d'Estudis i Documentació
- 1980-1982 Secretari Nacional
- 1982-2000 Secretari de l'àrea política parlamentària
- 2000-2004 Secretari de l'àrea de l'Estatut i Lleis Bàsiques de l'Executiva Nacional

De 1978 a 2004 ha estat membre de la Comissió Executiva del Partit dels Socialistes de Catalunya i del Comitè Federal del PSOE. Actualment és president del Consell Nacional del PSC i membre del patronat fundador de la Fundació Rafael Campalans.